# Calhoun (Kentucky)
Calhoun – miasto w Stanach Zjednoczonych, w stanie Kentucky, siedziba administracyjna hrabstwa McLean.